# Корабия
Кора̀бия е град, с ранг на община, в окръг Олт, Румъния. Пристанище на река Дунав. На отсрещния бряг е село Байкал, България.

## История
Една от хипотезите е, че името на града произлиза от останките на корабокруширал генуезки кораб (от румънски "corabia" – платноходка).
Достига значителна важност като пристанище през 1880.
В социалистическата епоха (1945-1990) се изграждат индустрии като рафинерия за захар, мебелна фабрика, цех за щавене на кожи, съоръжения за производство на оптични влакна.
След упадъка и затварянето на индустрията, повечето жители напускат града и заминават за по-големи градове.
В околностите се намират останките от римския замък Сукидава, също така „тайният извор“, църквата Света Троица (една от най-големите от рода си в Румъния), както и статуя в центъра на града, където е дадено началото на войната за независимост от Османската империя (1877-78).
В града има археологически музей, съдържащ забележителни римски глинени изделия.

## Снимки
- Градски център
- Дунав при Корабия
- Шуцидава – фонтана на тайния извор